# Klas Åhlund
Klas Åhlund (né le 11 avril 1972 à Stockholm) est un compositeur, producteur de musique pop, guitariste, réalisateur de clips et de publicités suédois.
Klas Åhlund est le frère de Jocke Åhlund, du groupe de rock Caesars. Il travaille désormais avec le duo de producteurs suédois Bloodshy & Avant. Il a composé et produit une chanson pour Britney Spears, Piece of me, paru dans son album Blackout.
Il est également producteur de l'album Meliora du groupe Ghost (groupe suédois), sorti en 2015.